# Bažanka vejčitá
Bažanka vejčitá (Mercurialis ovata) je druh vytrvalé, v České republice poměrně vzácné byliny z čeledě pryšcovitých.

## Výskyt
Je to rostlina poměrně střídmě se vyskytující, roste ve Střední Evropě, v podhůří Alp v Itálii, v Řecku, Makedonii a v Bulharské Thrakii. V ČR roste v Čechách v  Evropsky významné lokalitě CZ0420041 – Skalky u Třebutiček, na Moravě v okolí Znojma, Valtic, Neslovic a Třebíče. Na Slovensku zřejmě neroste.
Tento teplomilný druh se nejčastěji vyskytuje v nížinných doubravách nebo smíšených lesích s bohatým keřovitým podrostem na mírně suchých bazických půdách.

## Popis
Bažanka vejčitá je vytrvalá bylina dorůstající v našich podmínkách do výšky 20 až 30 cm. Její lodyha se nevětví, má dvě podélné rýhy, vespod je lysá a nahoře chlupatá. Listy vyrostají vstřícně, vzácně v trojčetných přeslenech. Čepele spodních menších listů jsou široce obvejčité až okrouhlé, 4 až 8 cm dlouhé a 2 až 6 cm široké. U horních listů, až 2krát delších než širších, jsou spíše eliptické, na bázi tupé a na koncích zašpičatělé. Okraje řídce chlupatých čepelí jsou jemně pilovitě zubaté. Řapík bývá dlouhý jen do 15 mm, mnohdy zcela chybí a list je k lodyze přisedlý. Světle zelené, trojúhelníkovité až kopinaté palisty jsou dlouhé okolo 2 mm. Rostlina koření dlouhými plazivými oddenky kterými se také rozmnožuje, v období sucha se oddenky barví do nápadné fialové barvy,
Je to dvoudomá rostlina, proto jsou některé rostliny se samčími a jiné se samičími květy. Oba druhy květů jsou drobné, žlutozelené barvy, nemají koruny, mají jen po třech kališních lístcích. Samčí klasovitá květenství, delší než podpůrný list, se skládají z chudokvětých klubíček, ve květech jsou volné tyčinky s prašníky. Samičí květy vyrůstají v jedno až čtyřkvětých úžlabních květenstvích, mají svrchní semeník a dvě čnělky.
Kvetou v období dubna a května. Plodem jsou dvojitě polokulovité, hustě štětinatě chlupaté tobolky 5 až 7 mm veliké. V každé polovině tobolky je jedno kulovité šedé semínko o průměru 2,5 až 3 mm.

## Ochrana
Bažanka vejčitá patří v České republice mezi kriticky ohrožený druh, je chráněna Vyhláškou ministerstva životního prostředí č. 395/1992 Sb., kde je v Příloze č. II označena za kriticky ohroženou.